# Ferdinand Hitzig
Ferdinand Hitzig (født 23. juni 1807 i Hauingen, Baden, død  22. januar 1875 i Heidelberg) var en tysk orientalist og bibelkritiker, far til Hermann Hitzig.
Efter at have fuldendt sine teologiske og østerlandske studier udgav han 1831 i Heidelberg: Begriff der Kritik, am Alten Testament praktisch erörtert og Des Propheten Jonas Orakel über Moab og 1833 en fortolkning og oversættelse af profeten Jesaia. 
Hitzig viste sig her som en skarpsindig, om end yderst dristig kritiker; men han vakte megen opmærksomhed og udnævntes 1833 til professor i gammeltestamentlig eksegese i Zürich, hvorfra han 1861 kaldtes tilbage til Heidelberg. 
Hitzig udgav efterhånden fortolkninger af mange bibelske bøger, således af Salmerne (1835—36), de tolv små profeter (1838), Jeremias (1841), Prædikeren (1847), Hezechiel (1847), Daniel (1850), Højsangen (1855), Ordsprogene (1858), Hiob (1874) osv.
Hitzig skrev også om Johannes Markus (1843), udgav 1845 Urgeschichte und Mythologie der Philistäer og Geschichte des Volkes Israel (2 bind, 1869—70); han fortolkede også Mesas
indskrift fra Moab. 
Hitzig var en meget subjektiv kritiker, og hans dristige påstande har sjælden vist sig holdbare; han bekæmpede også assyriologien (se bl.a. hans Sprache und Sprachen Assyriens 1871). Af hans bibelfortolkninger har adskillige opnået flere oplag.